# Căpcăun
Un căpcăun és una criatura del folklore romanès representada com un ogre que segresta nens o senyoretes (principalment princeses). Representa el mal, igual que els seus homòlegs Zmeu i Balaur. La paraula romanesa sembla que significava "cap de gos" (căp és una forma de cap, que significa "cap", i căun un derivat de câine, "gos"). Segons la fantasia folklòrica romanesa, el căpcăun té un cap de gos, de vegades amb quatre ulls, amb ulls al clatell o amb quatre potes, però la característica principal de la qual és l'antropofàgia.
El terme căpcăun també significa "cap tàrtar" o "cap turc", també "pagà".
Alguns lingüistes consideren căpcăun un ressò d'un títol o rang administratiu, com ara kapkan (també kavhan, kaphan, kapgan) utilitzat per diverses tribus de l'Àsia central que van envair l'Europa de l'Est durant l'antiguitat tardana i l'època medieval, com els àvars panònics, búlgars i petxenegs.